# Kalimantan
Kalimantan és la part indonèsia de l'illa de Borneo. Constitueix el 73% de la superfície de l'illa i està format per les províncies de Kalimantan Central, Kalimantan Oriental, Kalimantan del Nord, Kalimantan del Sud i Kalimantan Occidental. Les parts no indonèsies de Borneo són Brunei i Malàisia oriental. Col·loquialment a Indonèsia, tota l'illa de Borneo s'anomena també Kalimantan.
El 2019, el president d'Indonèsia Joko Widodo va proposar que la capital d'Indonèsia es traslladés a Kalimantan. L’Assemblea Consultiva Popular va aprovar la Llei de capital de l'Estat el gener de 2022. La nova capital, Nusantara, és una ciutat planificada que es tallarà a Kalimantan oriental. Un funcionari del govern va dir que s'espera que la construcció estigui completament completa el 2045, però la nova capital està programada per ser inaugurada el 17 d'agost de 2024, coincidint amb el Dia de la Independència d'Indonèsia.

## Etimologia
El nom Kalimantan deriva de la paraula sànscrita Kalamanthana , que significa illa de temps ardent o illa molt calenta, fent referència al seu clima tropical càlid i humit. Consta de les dues paraules kal[a] (temps, temporada, període) i manthan[a] (bullint, remenant, cremant) a causa de la cultura indiana Però els nadius de Borneo indonèsia es van referir a la seva illa com Pulu K'lemantan o Kalimantan quan l'explorador portuguès del segle xvi Jorge de Menezes va entrar en contacte amb ells. La seva associació amb l'illa i la seva gent també s'ha atribuït al científic britànic i administrador colonial Charles Hose de principis del segle xx.

## Superfície

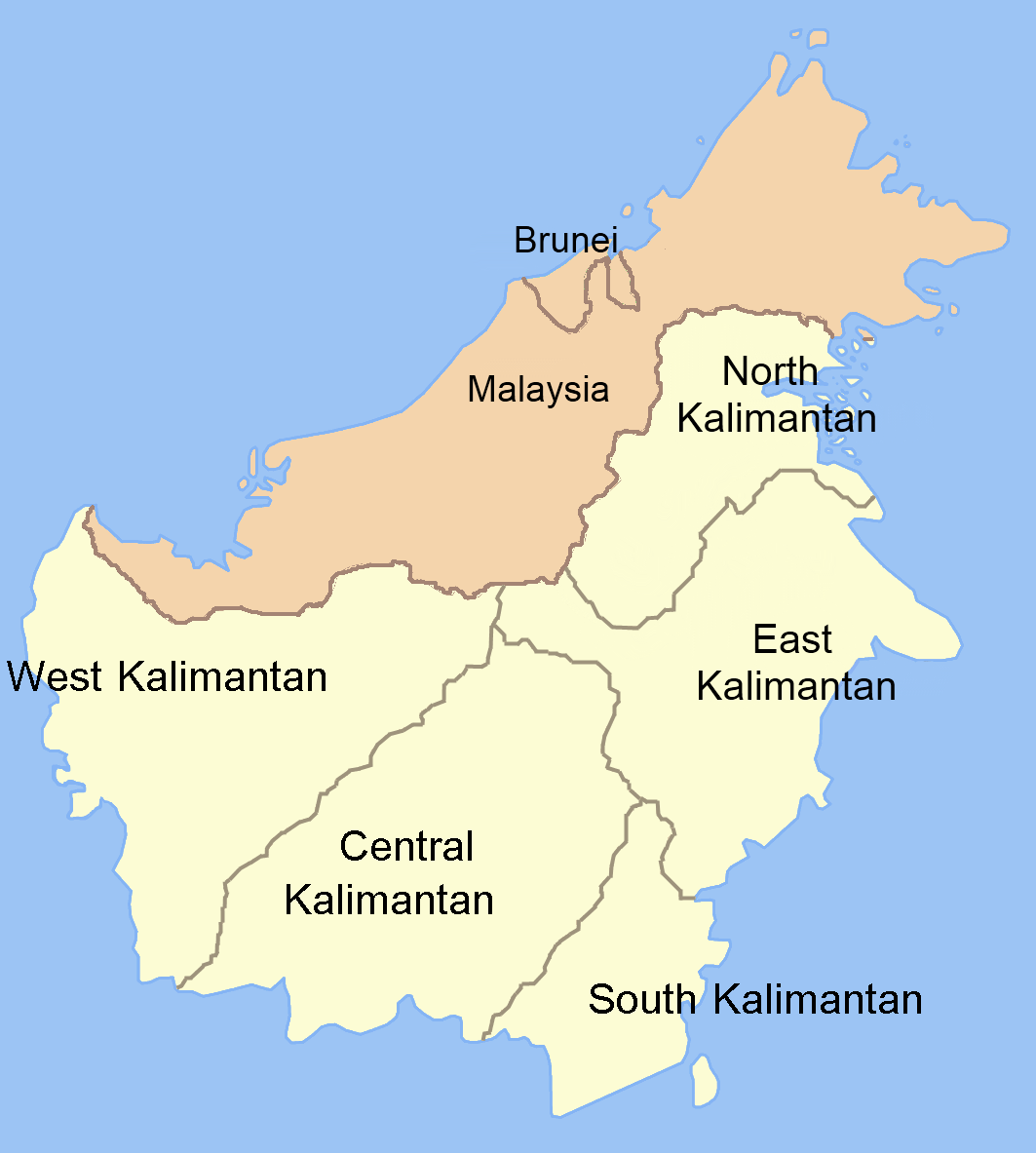
Mapa de Kalimantan (color clar) i les províncies que la componen.

El territori d'Indonèsia representa el 73% de l'illa per àrea i el 72,1% de la seva població de 2020 de 23.053.723 (la població era de 13.772.543 al cens d'Indonèsia de 2010 i 16.625.796 al cens de 2020). Les parts no indonèsies de Borneo són Brunei (460.345 el 2020) i Malàisia oriental (5.967.582 el 2020), aquesta última comprèn els estats de Sabah (3.418.785) i Sarawak (2.453.677) i el territori federal de Labu (territori federal). 95.120). La regió d'Indonèsia també es coneix com a Borneo indonesi.
L'àrea total de Kalimantan és de 534698.27 km².
La desforestació generalitzada i altres destruccions ambientals a Kalimantan i altres parts d'Indonèsia sovint han estat descrites pels acadèmics com un ecocidi.

## Divisions administratives
Kalimantan es divideix ara en cinc províncies. Va ser administrada com una província entre 1945 i 1956. però el 1956 es va dividir en tres províncies: Kalimantan Oriental, Kalimantan del Sud i Kalimantan Occidental; després, el 1957, es va crear la província de Kalimantan Central quan es va separar de l'existent Kalimantan del Sud. Hi van quedar quatre províncies fins al 25 d'octubre de 2012, quan Kalimantan del Nord es va separar de Kalimantan Oriental. A continuació s'enumeren les seves àrees en km² i les seves poblacions als censos de 2010 i 2020. juntament amb les estimacions oficials a mitjans de 2023.
| Província          | Area (km²) | Població (2010 Census) | Població (2015 Cens) | Població (2020 Cens) | Població br />-2023 estimada | Densitat per km² (2023) | Capital provincial | Àrea metropolitana més gran |
| ------------------ | ---------- | ---------------------- | -------------------- | -------------------- | ---------------------------- | ----------------------- | ------------------ | --------------------------- |
| West Kalimantan    | 147.037.04 | 4.395.983              | 4.783.209            | 5.396.821            | 5.623.328                    | 38.2                    | Pontianak          | Pontianak                   |
| Central Kalimantan | 153.443.90 | 2.202.599              | 2.490.178            | 2.669.969            | 2.773.747                    | 18,1                    | Palangkaraya       | Palangkaraya                |
| South Kalimantan   | 37.135.05  | 3.626.119              | 3.984.315            | 4.062.584            | 4.222.330                    | 113,7                   | Banjarbaru         | Banjarmasin                 |
| East Kalimantan    | 126.981.28 | 3.550.586              | 3.422.676*           | 3.766.039            | 3.909.740                    | 30,8                    | Samarinda          | Balikpapan                  |
| North Kalimantan   | 70.101.00  | 524.526                | 639.639              | 701.814              | 730.010                      | 10,4                    | Tanjung Selor      | Tarakan                     |
| Total              | 534.698.27 | 14.299.813             | 15.320.017           | 16.597.227           | 17.259.155                   | 32,3                    | –                  | Banjarmasin                 |

* excloent Kalimantan del Nord. separat de Kalimantan oriental amb la pèrdua de població i superfície resultant per al cens de 2015.

### Grups ètnics
Nombre de la població més gran de grups ètnics segons el cens de 2010:
| Ètnia     | West Kalimantan    | Central Kalimantan | Kalimantan Meridional | North i Kalimantan Oriental | Total              |
| --------- | ------------------ | ------------------ | --------------------- | --------------------------- | ------------------ |
| Banjaresa | 14.430 (0,33%)     | 464.260 (21,28%)   | 2.686.627 (74,84%)    | 440.453 (12,45%)            | 3.605.770 (26,31%) |
| Diak      | 1.531.989 (34,93%) | 1.029.182 (46,62%) | 80.708 (2,23%)        | 351.437 (9,94%)             | 2.993.316 (21,78%) |
| javanès   | 427.238 (9,74%)    | 478.393 (21,67%)   | 523.276 (14,51%)      | 1.069.605 (30,24%)          | 2.498.512 (18,18%) |
| Malai     | 1.484.085 (33,84%) | 87.348 (3,96%)     | 3.681 (0,10%)         | 6.053 (0,17%)               | 1.581.167 (11,51%) |
| Buginese  | 137.282 (3,13%)    | 17.104 (0,77%)     | 101.727 (2,81%)       | 735.819 (20,81%)            | 991.932 (7,22%)    |
| Madurese  | 274.869 (6,27%)    | 42.668 (1,93%)     | 53.002 (1,47%)        | 46.823 (1,32%)              | 417.362 (3,04%)    |
| Xinès     | 358.451 (8,17%)    | 5.130 (0,23%)      | 13.000 (0,36%)        | 32.757 (0,93%)              | 409.338 (2,98%)    |
| Kutai     | No                 | No                 | No                    | 275.696 (7,80%)             | 275.696 (2,01%)    |
| Sundanès  | 49.530 (1,13%)     | 28.580 (1,29%)     | 24.592 (0,68%)        | 55.659 (1,57%)              | 158.361 (1,15%)    |
| Batak     | 26.486 (0,60%)     | 12.324 (0,56%)     | 12.408 (0,34%)        | 37.145 (1,05%)              | 88.363 (0,64%)     |
| Altres    | 80.996 (1,85%)     | 42.378 (1,92%)     | 114.971 (3,18%)       | 485.056 (13,72%)            | 723.401 (5,26%)    |
| Total     | 4.385.356 (100%)   | 2.207.367 (100%)   | 3.613.992 (100%)      | 3.536.503 (100%)            | 13.743.218 (100%)  |

## Demografia

### Religió
Nombre de la població més gran de grups religiosos segons el cens de 2010:
| Religió          | West Kalimantan    | Central Kalimantan | Kalimantan Meridional | North Kalimantan | Kalimantan Oriental | Total               |
| ---------------- | ------------------ | ------------------ | --------------------- | ---------------- | ------------------- | ------------------- |
| islam            | 2.603.318 (59,22%) | 1.643.715 (74,31%) | 3.505.846 (96,67%)    | 378.478 (72,14%) | 2.655.227 (87,68%)  | 10.786.584 (78,23%) |
| Protestantisme   | 500.254 (11,38%)   | 353.353 (15,97%)   | 47.974 (1,32%)        | 109.358 (20,84%) | 228.022 (7,53%)     | 1.238.961 (8,99%)   |
| Catòlics romans  | 1.008.368 (22,94%) | 58.279 (2,63%)     | 16.045 (0,44%)        | 29.366 (5,60%)   | 109.263 (3,61%)     | 1.221.321 (8,86%)   |
| Hinduisme        | 2.708 (0,06%)      | 11.149 (0,50%)     | 16.064 (0,44%)        | 288 (0,05%)      | 7.369 (0,24%)       | 37.578 (0,27%)      |
| Budisme          | 237.741 (5.41%)    | 2.301 (0,10%)      | 11.675 (0,32%)        | 3.879 (0,74%)    | 12.477 (0,41%)      | 268.073 (1.94%)     |
| Confucianisme    | 29.737 (0,68%)     | 414 (0,02%)        | 236 (0,01%)           | 175 (0,03%)      | 905 (0,03%)         | 31.467 (0,23%)      |
| Altres religions | 2.907 (0,07%)      | 138.419 (6.26%)    | 16.465 (0,45%)        | 25 (0,00%)       | 824 (0,03%)         | 158.640 (1.35%)     |
| No indicat       | 671 (0,01%)        | 220 (0,01%)        | 3 (0,00%)             | 454 (0,09%)      | 1.497 (0,05%)       | 2.845 (0,02%)       |
| No preguntat     | 10.279 (0,23%)     | 4.239 (0,19%)      | 12.308 (0,34%)        | 2.633 (0,50%)    | 12.903 (0,43%)      | 42.362 (0,31%)      |
| Total            | 4.395.983 (100%)   | 2.212.089 (100%)   | 3.626.616 (100%)      | 524.656 (100%)   | 3.028.487 (100%)    | 13.787.831 (100%)   |